# Haysi
Haysi – miasto w Stanach Zjednoczonych, w stanie Wirginia, w hrabstwie Dickenson.